# Mršeča vas
Mršeča vas – wieś w Słowenii, w gminie Šentjernej. W 2018 roku liczyła 39 mieszkańców.